# Berson
Berson ist eine französische Gemeinde mit 1.833 Einwohnern (Stand: 1. Januar 2022) im Département Gironde in der Region Nouvelle-Aquitaine. Sie gehört zum Arrondissement Blaye und zum Kanton L’Estuaire. Die Einwohner werden Bersonnais genannt.

## Geographie
Berson liegt nahe dem Ästuar der Gironde, etwa 30 Kilometer nördlich von Bordeaux. Das Flüsschen Bourdillot durchquert die Gemeinde. Umgeben wird Berson von den Nachbargemeinden Saint-Paul im Norden, Saint-Girons-d’Aiguevives im Nordosten, Saint-Christoly-de-Blaye im Nordosten und Osten, Teuillac im Südosten, Saint-Trojan im Süden, Saint-Ciers-de-Canesse im Südwesten, Plassac im Westen sowie Cars im Westen und Nordwesten.

## Bevölkerungsentwicklung
| Jahr                       | 1962 | 1968 | 1975 | 1982 | 1990 | 1999 | 2006 | 2012 | 2020 |
| Einwohner                  | 1528 | 1449 | 1467 | 1531 | 1490 | 1518 | 1675 | 1774 | 1808 |
| Quellen: Cassini und INSEE |      |      |      |      |      |      |      |      |      |

## Sehenswürdigkeiten
- Kirche Saint-Saturnin, ursprünglich aus dem 12. Jahrhundert, wesentliche Teile aus dem 16. Jahrhundert, seit 1909 Monument historique
- Festes Haus von Boisset aus dem 15., mit Anbauten aus dem 17. Jahrhundert, seit 2002 Monument historique
- Schloss Poton
- Schloss Puynard

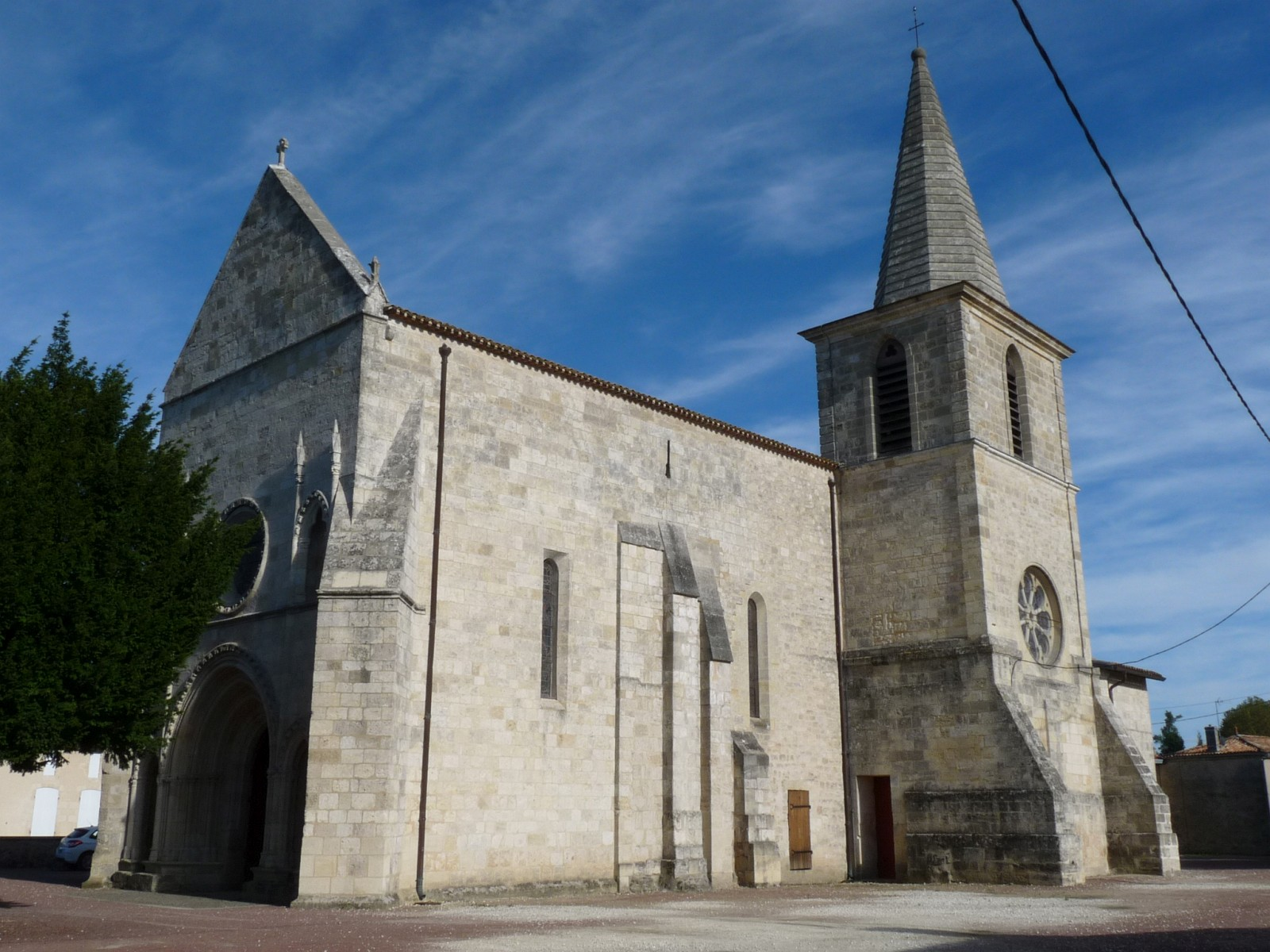
Kirche Saint-Saturnin
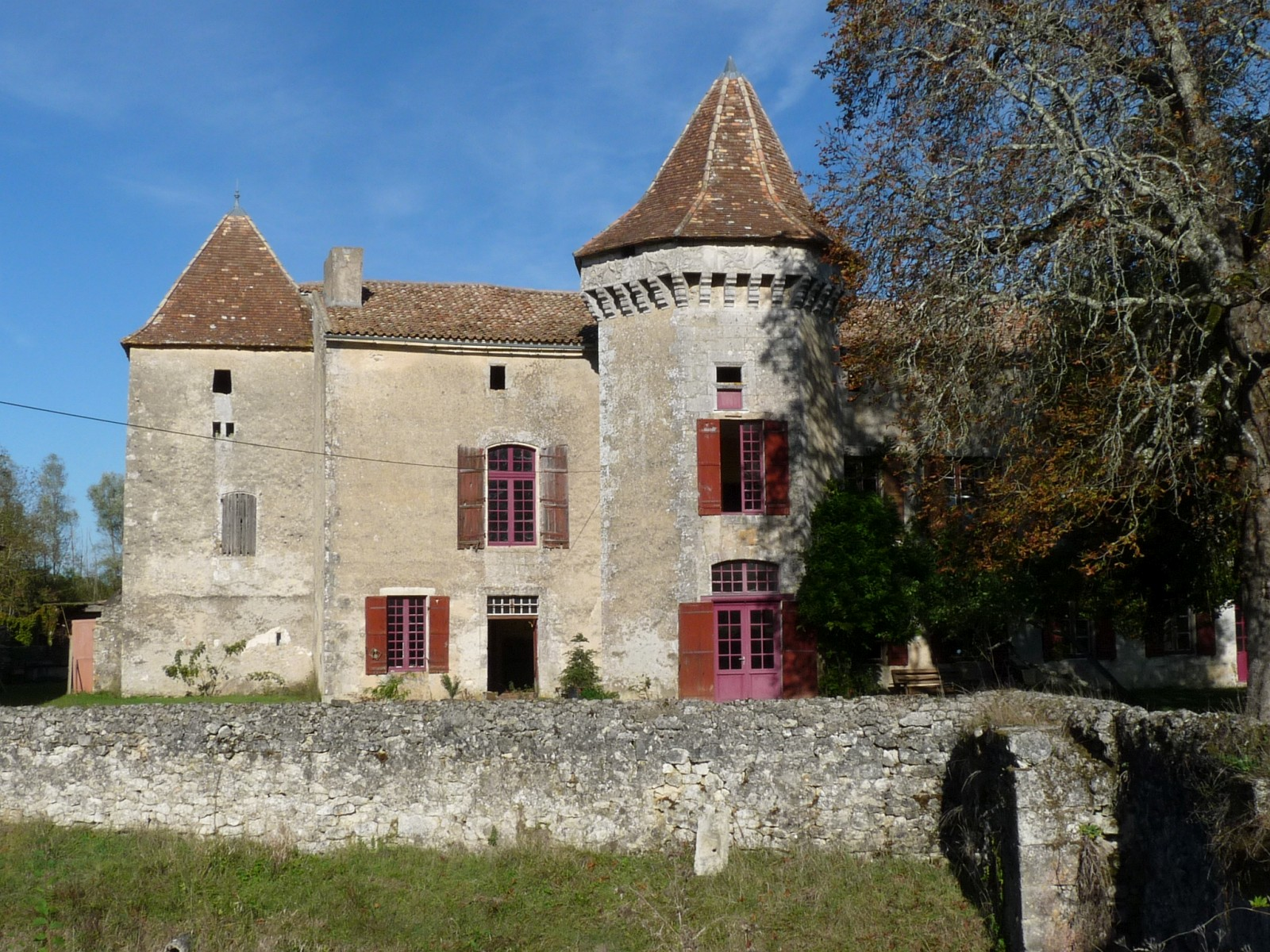
Festes Haus in Boisset